# Wybuch gazu w Tachovie
Wybuch gazu w Tachovie – wybuch gazu, do którego doszło 13 grudnia 1973 roku w hotelu robotniczym w mieście Tachov. W jego wyniku śmierć poniosło 47 osób, a 17 zostało rannych. Jest to najtragiczniejszy wybuch gazu, do którego doszło na terenie ówczesnej Czechosłowacji oraz dzisiejszych Czech. 

## Historia

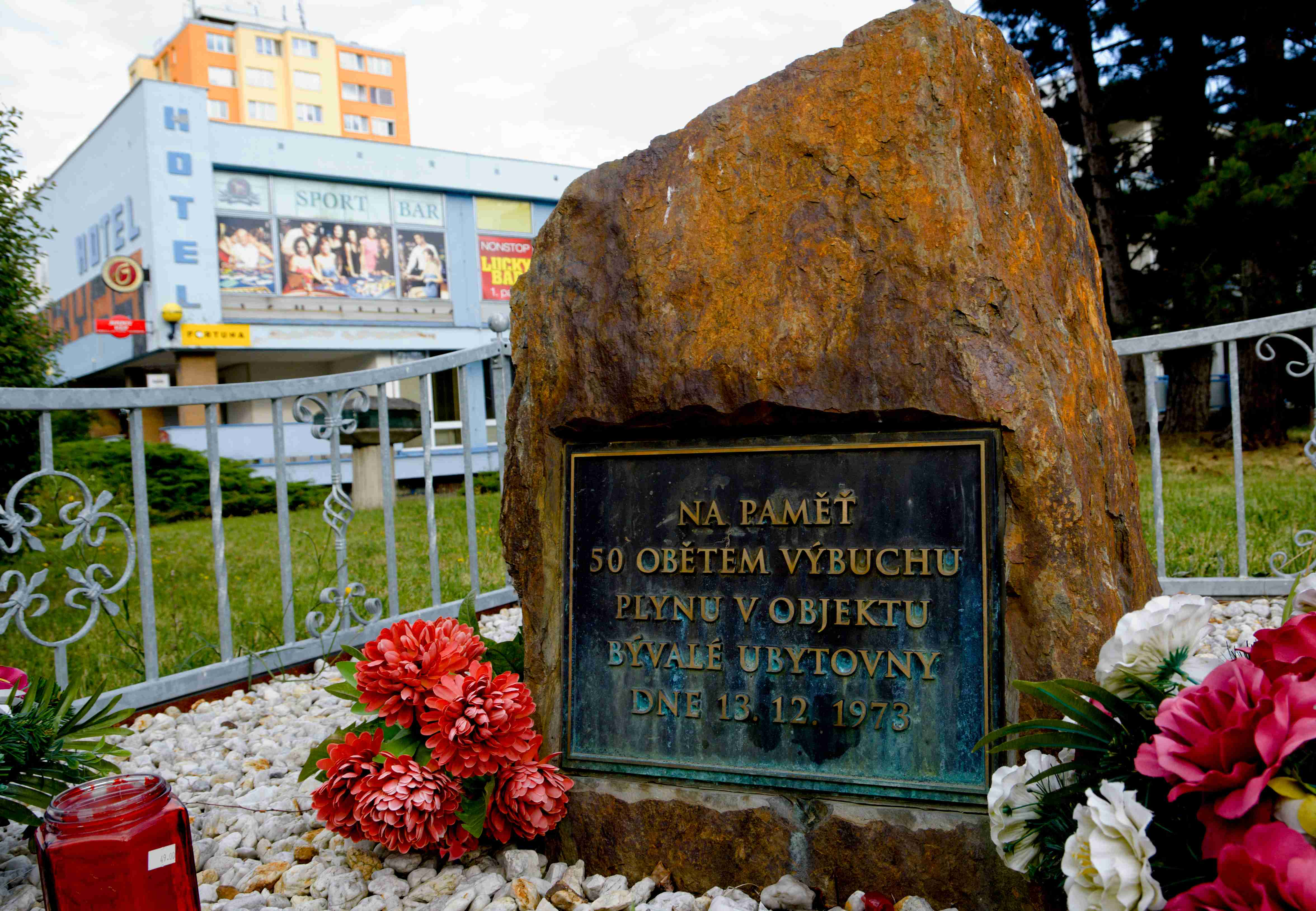
Pomnik poświęcony ofiarom wybuchu

Hotel robotniczy zlokalizowany był na tachovskim osiedlu Wschód. Wcześnie rano 13 grudnia 1973 roku w podziemiach budynku ulatniał się gaz. Nikt nie wyczuł gromadzącego się gazu, większość obecnych spała. O godzinie 3:15 doszło do zapłonu i eksplozji, w wyniku której budynek natychmiast się zawalił. Fakt wybuchu w podziemiach budynku spowodował zawalenie się ścian do środka – zginęły głównie osoby przebywające na niższych kondygnacjach. Wybuch powybijał także szyby w okolicznych budynkach.
Najwcześniej na ratunek poszkodowanym ruszyli mieszkańcy osiedla, na którym znajdował się hotel. Pierwsze ekipy ratownicze przybyły na miejsce 15 minut po wybuchu. Akcję poszukiwawczo-ratowniczą, w której brało udział łącznie 300 osób, zakończono 14 grudnia o godzinie 20:00.   
Obecnie w miejscu katastrofy znajduje się boisko szkolne, w pobliżu którego znajduje się tablica upamiętniająca tragedię.